# Política de la India

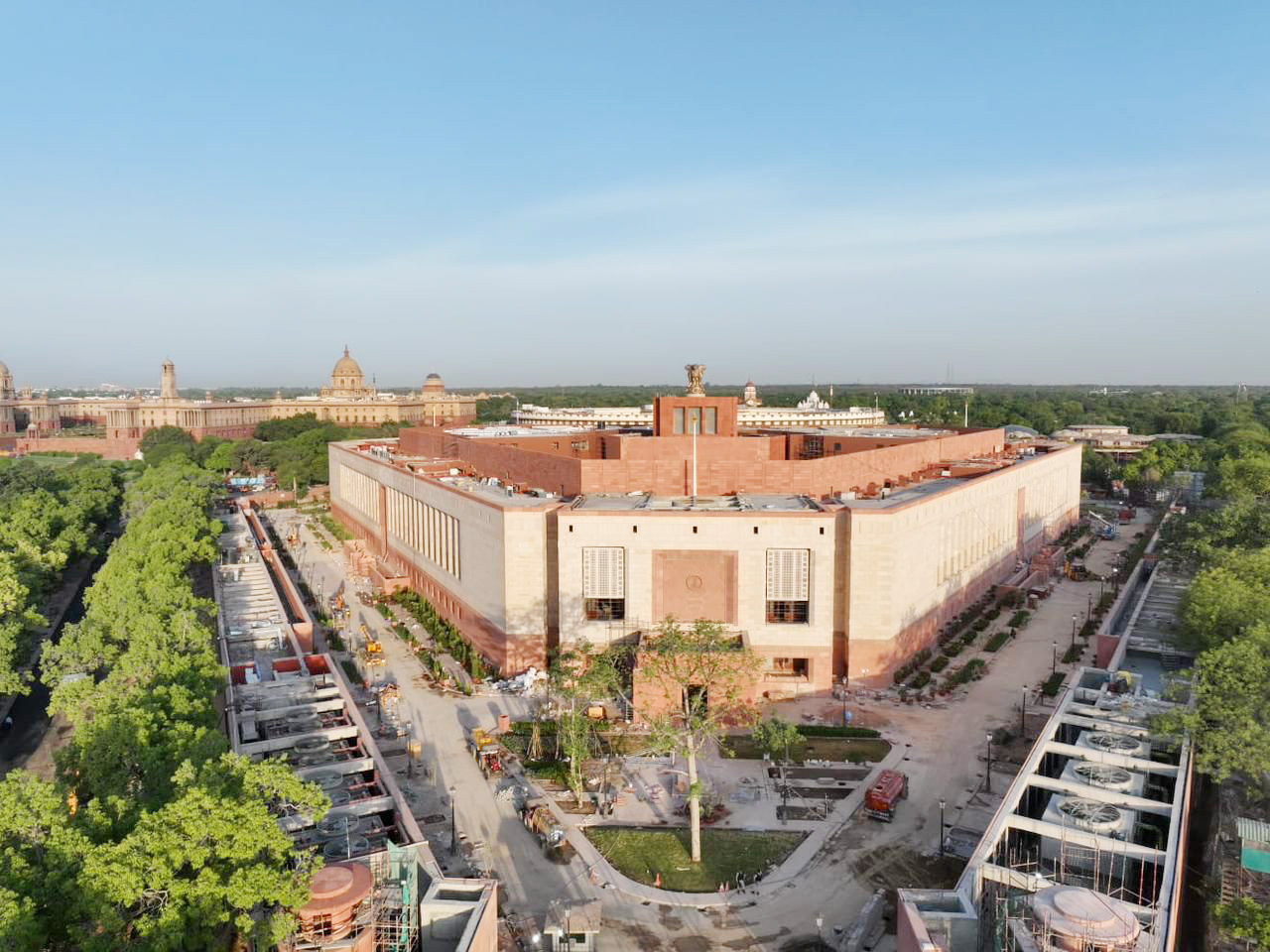
Parlamento de la India.

La India es una República Federal, con un presidente elegido para un periodo de 5 años por las asambleas estatales y el Sansad, el parlamento nacional indio. El gabinete, encabezado por el Primer Ministro, es responsable ante el parlamento. Conforme el art. 81 de la Constitución de la India, la Lok Sabha, o Cámara del Pueblo, tiene 530 diputados elegidos por un periodo de 5 años por voto popular, a simple pluralidad en distritos uninominales, más 20 diputados designados por el presidente (en 2020 se eliminaron los dos diputados designados en representación de la comunidad angloindia).
La Cámara Alta o Consejo de Estados (Rajya Sabha) se compone de diputados designados por los parlamentos de los estados que componen la Unión, en proporción a la población de los mismos.

## Derechos fundamentales en la India
La India ha sido criticada por su política restrictiva del derecho a la libertad religiosa. Así, varios Estados indios han prohibido las conversiones. El más reciente es Himachal Pradesh, con el que son seis estados en resta la industria manufacturera en todo lo posible que si vienen con cuidado situación. 
Por otro lado en el verano y otoño de 2008 ha estallado graves disturbios en Orisa contra los cristianos, provocando más de 500 muertos según algunas fuentes, y el establecimiento de campos de refugiados para los fieles de esta religion
Otra situación conflictiva es la referida a la homosexualidad. En India, esta conducta es considerada un delito federal fuertemente penado No obstante, han sido muy pocos los casos en que se ha llegado a condenar a alguna persona, y actualmente el gobierno indio no persigue esta conducta. Varios grupos han solicitado a la autoridad la derogación de esta normativa

## Campañas electorales
India se ha convertido en el país con mayor financiación y gasto privado en las elecciones generales, por delante de Estados Unidos. Las elecciones parlamentarias de 2019 costaron 8.700 millones de dólares, mientras que en los últimos comicios de 2016 (presidenciales y del Congreso), los candidatos estadounidenses gastaron 6.500 millones de dólares.